# Anjali Göbel
Anjali Göbel (* 25. Oktober 1958 in Frankfurt am Main) ist eine deutsche Objekt- und Installationskünstlerin.

## Leben
Auf das Abitur 1977 schließt sich eine Schreinerlehre mit Gesellenprüfung (1980) an. In der Folge ausgedehnte Studienreisen durch Mexiko, die USA, Kanada und Australien und längere Aufenthalte in Indien, die ihre künstlerische Konzeption stark beeinflussen. Dazwischen immer wieder Tätigkeiten u. a. als DJ, Bühnenmoderatorin und Restauratorin. Seit 1999 freischaffende Künstlerin; seitdem regelmäßige Ausstellungen. Göbel lebt und arbeitet in Dreieich bei Frankfurt/Main. Sie ist Mitbegründerin der Künstlerinnengruppe „raumpflege“ (zusammen mit Veronika Fass, Ulla Reiss und Sylvia Richter-Kundel). Zusammenarbeit mit dem Fotografen Roberto Kressner.

## Werk und Wirkung
Göbel ist für ihre Arbeit mit Materialien bekannt, die sie nahezu ausschließlich der Natur entnimmt. Aus Samen, Dornen, Blättern, Gehölzästen und -nadeln, Schneckenhäusern oder Reiskörnern – das Materialreservoir besitzt keine natürlichen Grenzen – lässt sie mehrdimensionale (Bild-)Objekte und (Raum-)Installationen entstehen: „Meine Objekte, Materialbilder und Installationen sind Metaphern von Ordnung und Rhythmus, Sinnlichkeit und Sensation – stille Gaben an eine überreizte Welt.“
Der entscheidende Zug ihres Arbeitens ist, nicht das Material zu verändern, sondern ihm zu folgen: Auf das „Ernten und Sammeln“, das Beschaffen des natürlichen Materials, schließt 
sich eine Phase des Sortierens an. Dabei werden die objets trouvées in eine neue Ordnung gebracht, die vielfältige Sinnzusammenhänge erschließt. „Für mich liegt im kleinsten Element die Schönheit des Ganzen. Manchmal verborgen, aber immer entscheidend. So, wie es Sprache nicht ohne den einzelnen Laut geben kann, und Schrift den einzelnen Buchstaben voraussetzt.“
Göbels Interesse gilt dabei nicht dem Auffälligen, Besonderen, dem Unikat, sondern dem – als Beispiel das Reiskorn oder der Dorn einer Rose – gerade in der Vielzahl vorhandenen Gewöhnlichen. Das Material ist – auch das ist typisch für ihren reduzierten Arbeitsstil – kostenlos und in der Regel nicht käuflich zu erwerben. „Mohnkapseldeckel werden mit der gleichen Leidenschaft gesammelt wie die Hüllen geschlüpfter Insekten. ‚Sachensucherin‘ war im Kindergartenalter der bevorzugte Berufswunsch unter meinen Freundinnen“, sagt Sonja Rudorf über sie. Die Wertigkeit der künstlerischen Arbeit bestimmt sich demnach in erster Linie nach dem Zeitaufwand und der Mühe, die die Künstlerin verwendet, und der Wertschätzung seitens des Publikums. Indem sie darauf verzichtet, zwischen Material und Installation – also zwischen Ausgangs- und Zielpunkt ihrer Arbeit – einen Prozess zu schalten, der das sich in der Natur immer wieder reproduzierende Material verändern würde, drücken ihre Objekte und Installationen einen „natürlichen“ Bezug aus, der auch in der hochartifiziellen Ausgestaltung immer zu ahnen bleibt und einen Aspekt von Nachhaltigkeit zum Ausdruck bringt.
Begann Göbel damit, das Material zunächst auf gekreidete (Holz-)Tafeln zu applizieren, experimentiert sie in jüngerer Zeit mit größeren Formaten. In einigen Werkzyklen werden die isolierten, neu geordneten natürlichen Details daher direkt auf dem Boden oder auf Wänden aufgebracht („Direkttapete“, auch als temporäre Arbeiten in Ausstellungsräumen). Andere Installationen rücken – beispielsweise bei der Verwendung von Lärchen- und anderen Nadeln – Objekte in den Blickpunkt, die gleichermaßen einen individuellen wie seriellen Ausdruck besitzen können („Nadelkissen“ aus Nadeln verschiedener Nadelbäume auf weißen Stühlen, „Okzident-Teppich“ aus Lärchennadeln, beides 2007).
Göbels Arbeiten haftet nichts Hermetisches, gar Provozierendes an. Der Künstlerin geht es nach eigenem Bekunden darum, beim Betrachter (auch kontemplative) Zustände auszulösen: „Ruhe, Respekt, Achtsamkeit“. Gegen eine Überinterpretation ihrer Arbeiten wehrt sie sich; die kulturelle Beladung von Dornen oder Reiskörnern – gerade im Kontext religiöser Interpretation – sei in ihrem Arbeiten a priori nie mitgedacht, auch wenn sie sich, wie im Beispiel eines aus Rosendornen gebildeten Kreuzes, dem Betrachter aufdrängen mögen.
Das natürliche Material führt zu unnatürlichen, künstlerischen Ergebnissen. Allerdings wird im Neu-Arrangieren gerade wieder der natürliche Rückbezug deutlich, wo er via natürlichen Fundus die Natur wieder in den Blick des Betrachters rückt. Das unnatürliche Arrangieren des Natürlichen, das künstlerische Neuordnen des vorgeblich Chaotischen führt zur künstlerischen Stellungnahme. Göbels Arbeiten „dienen nicht einer Rationalität oder einem instrumentellen Weltverständnis, für das die Welt zu verstehen heißt, sie in ihren funktionellen Mechanismen nachbauen zu können. Stattdessen kreiert A. G. aus den Materialien der Natur eigenständige Objekte, deren Funktion es ist, nur sich selbst zu genügen. Respektvoller lässt sich ein Verhältnis zur Natur nicht entinstrumentalisieren.“

## Preise
- 2008 Kulturpreis der Stadt Dreieich

## Stipendien
- 2011/2012 Artist in Residence, Internationales Waldkunstzentrum (IWZ), Darmstadt

## Ausstellungen
- 2011 Sammler und Jäger, Vogelfrei, Jagdschloss Kranichstein, Darmstadt
- 2011 Tellerrand, Kunstverein Worms
- 2010 Die Kunst der Natur ist die Natur der Kunst, Walkmühle, Wiesbaden
- 2010 gARTen, Kunstsommer Wiesbaden
- 2010 Flugschau, Galerie am Platz des Friedens, Hanau
- 2010 raumpflege, Kunstforum, Seligenstadt
- 2009 Aller Seelen, Bellevue Saal, Wiesbaden
- 2009 Fallstudien, BOK, Offenbach
- 2008 Schlupflöcher, Kunstraum 69, Hanau / Remise, Zwingenberg
- 2008 human writes, vaishwik art environment, Pune, Indien
- 2008 „Die Dinge singen hör’ ich so gern…“, Kunstverein, Frankenthal
- 2008 Landschaftsextrakte II, Landschaftsmuseum, Seligenstadt
- 2007 Schnittmengen, Städtische Galerie, Dreieich
- 2006 Winterschlafzimmer, Kommunale Galerie, Darmstadt
- 2005 Landschaftsextrakte, Kommunale Galerie, Walldorf
- 2004 keeping/bewahren, waves art gallery, Pune (Indien)
- 2003 Das Paradies war eine Wüste voll weißer Dornen, Vogelfrei, Darmstadt
- 2002 Elements/Ornaments, open canvas, Pune (Indien)
- 2001 Kleine Bilder indischer Natur, Goethe-Institut Pune (Indien)